# Les dragons de Villars
Les dragons de Villars  (deutsch: Das Glöckchen des Eremiten) ist eine Opéra-comique in drei Akten von Aimé Maillart nach einem Libretto von Eugène Lockroy und Eugène Cormon. Die Geschichte der Oper stammt von George Sand (La petite Fadette) und wurde von den Librettisten in die Zeit von Ludwig XIV. versetzt. Das Stück wurde im Théâtre-Lyrique in Paris am 19. September 1856 uraufgeführt und erschien an der Opéra-Comique erstmals am 5. Juni 1868, hier mit Célestine Galli-Marié (der ersten Darstellerin der Titelrolle in Bizets Carmen) als Rose.

## Handlung

### Erster Akt
Dragoner drohen in ein Dorf einzurücken. Die Frauen müssen daher vor ihnen verborgen werden und deshalb im Pfarrhaus untergebracht. Nur Georgette wird in einen Taubenschlag eingesperrt.
Kommandant Belamy und seine Soldaten verstehen nicht, dass es im Dorf vollkommen ruhig ist. Nur Rose Friquet verplaudert sich. Georgette, die hübscheste Pächterin, kokettiert mit Belamy und bestellt ihn zur Kapelle des Eremiten zu einem Stelldichein. Dort befindet sich aber ein Glöckchen, das zu läuten beginnt, wenn sich Eheleute untreu werden.

### Zweiter Akt
Der Knecht Sylvain ist in Rose und sie in ihn verliebt, Thibaut sucht dagegen seine Frau, die sich mit Belamy getroffen hat, doch läutet das Glöckchen nicht. Rose beginnt dann selbst, die Glocke zu läuten, als Georgette auftaucht, um Belamy zu sehen. Sie fühlen sich ertappt, doch Rose ist bald erschöpft. Silvain weckt sie, doch Belamy belauscht sie.

### Dritter Akt
Thibault will die Hochzeit zwischen Sylvain und Rose vereiteln und behauptet, Rose habe das Versteck verraten, in dem sich die Hugenotten aufhalten. Sylvain macht Rose eine Szene. Georgette kommt mit der Botschaft, dass die Flüchtlinge bereits erfolgreich geflohen sind. Belamy stellt Sylvain zur Rede, doch Georgette eilt herbei, um ihm zu helfen. Sie droht Belamy, seinem Chef ihr Techtelmechtel zu offenbaren. Sylvain und Rose steht nun kein Hindernis mehr im Wege. Die Dragoner ziehen ihrer Wege und die Ruhe kehrt wieder ein.

## Entstehung- und Wirkungsgeschichte
Das Stück wurde zunächst Émile Perrin, dem ersten Direktor der Opéra-Comique, angeboten, der das Stück als zu düster empfand, auch nachdem der Komponist es ihm vorgespielt hatte. Es wurde anschließend einem der Brüder Seveste am Théâtre-Lyrique offeriert, der es ebenfalls ablehnte, ebenso wie der Nachfolger der Brüder, Pierre Pellegrin. Einige Jahre später trafen die Autoren Léon Carvalho, der jüngst die Leitung des Théâtre-Lyrique übernommen hatte, und er akzeptierte das Stück, ohne ein Wort zu lesen oder zu hören.
Die Uraufführung war dann sehr erfolgreich. Es war das Debüt von Juliette Borghèse. Die Oper erlebte bis 1863 im Théâtre-Lyrique 153 Aufführungen und wurde in ganz Europa ebenso beliebt wie in New Orleans (1859) und New York (1868), und sie kam 1872 sogar nach Mauritius. In Paris wurde sie an der Opéra-Comique 1868 neuinszeniert und erlebte an diesem Haus dann sogar 377 Aufführungen bis 1917. Eine Produktion wurde auch im Pariser Théâtre de la Porte Saint-Martin am 3. Juni 1935 produziert. Gustav Mahler dirigierte die Oper 1888 in Budapest und Wilhelm Furtwängler dirigierte sie 1910 in Straßburg.
In jüngerer Zeit war die Oper im Repertoire der Théâtre de la Monnaie in Brüssel von 1942 bis 1953. 1986 erschien sie in der Opéra National de Montpellier.

### Die ersten Darsteller
| Rolle                  | Stimmfach | Théâtre-Lyrique 19. September 1856 | Opéra-Comique 5. Juni 1868 |
| ---------------------- | --------- | ---------------------------------- | -------------------------- |
| Thibaut                | Tenor     | Adolphe Girardot                   | Jean Ponchard              |
| Georgette              | Sopran    | Caroline Girard                    | Caroline Girard            |
| Rose Friquet           | Sopran    | Juliette Borghèse                  | Célestine Galli-Marié      |
| Sylvain                | Tenor     | Scott                              | Paul Lhérie                |
| Belamy                 | Bariton   | Grillon                            | Auguste Barré              |
| Ein Prediger           | Bass      | Henry Adam                         | Bernard                    |
| Dragoner               | –         | Quinchez                           | Michaud                    |
| Lieutenant             | –         | Garcin                             | Eugène                     |
| Dragoner und Landleute | Chor      |                                    |                            |
|                        |           |                                    |                            |
| Dirigent               |           | Adolphe Deloffre                   | Adolphe Deloffre           |

## Aufnahmen
- 1948 (in deutscher Sprache): Maria Madlen Madsen (Rose Friquet), Hanna Clauss (Georgette), Franz Fehringer (Sylvain), Kurt Gester (Belamy), Willi Hofmann (Thibaut); Dirigent: Kurt Schröder.
- 1961 (in französischer Sprache): Susanne Lafaye (Rose Friquet), Andrée Esposito (Georgette), André Malabrera (Sylvain), Julien Haas (Belamy), Pierre Héral (Thibaut); Dirigent: Richard Blareau.